# Cynoglossus macrostomus
Cynoglossus macrostomus is een straalvinnige vissensoort uit de familie van hondstongen (Cynoglossidae). De wetenschappelijke naam van de soort is voor het eerst geldig gepubliceerd in 1928 door Norman.